# Jacques-Laurent Agasse

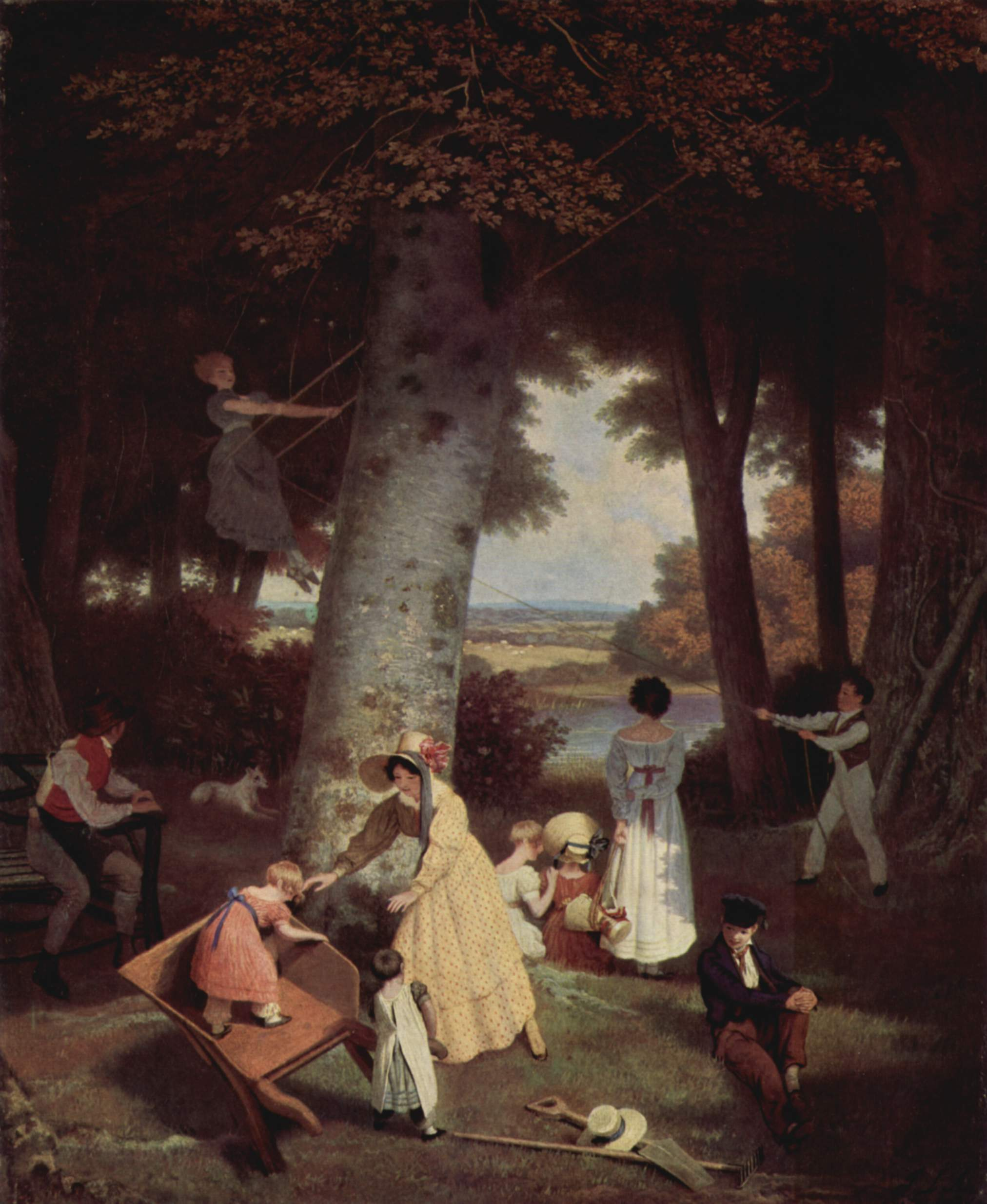
Der Spielplatz, 1830, Öl auf Leinwand, 53,5 × 44,5 cm, Museum Reinhart am Stadtgarten, Winterthur

Jacques-Laurent Agasse (* 24. März oder 24. April 1767 in Genf; † 27. Dezember 1849 in London) war ein Schweizer Tier- und Landschaftsmaler.

## Biografie
Jacques-Laurent Agasse wurde als Sohn des Kaufmanns Philippe Agasse (1739–1827) und der Catherine Audéoud (1737–1818) in Genf geboren. Die Eltern waren Hugenotten, deren Vorfahren sich in Aberdeen und zuvor ab dem frühen 17. Jahrhundert in Genf niedergelassen hatten. 1742 hatte der Grossvater väterlicherseits das Bürgerrecht der Stadt Genf erhalten. Agasse wuchs privilegiert im Stadtteil Les Philosophes und auf dem Landgut Crevin am Fuss des Salève auf. Er bekam seine erste Kunstausbildung an der Genfer Zeichenschule (École de dessin d’après nature), wo er ab 1782 den Unterricht von Jacques Cassin und Georges Vaniére besuchte. Die Schule im Haus Calabri war keine eigentliche Kunstakademie, vielmehr richtete sich ihr Angebot an die Handwerker der Uhrenindustrie. Zu seinen ersten Werken zählen Scherenschnitt-Silhouetten im Stil von Jean-Daniel Huber. 1786 ging er mit 19 Jahren nach Paris, um sich im Atelier von Jacques-Louis David weiterzubilden. Für die Historienmalerei seines Lehrers konnte er, trotz einiger solcher Werke (heute mehrheitlich verschollen), keine Neigung entwickeln. Er studierte daher Tieranatomie und Sezierung an der Tierarztschule und am Naturhistorischen Museum. Wegen der Französischen Revolution kehrte er nach Genf zurück.

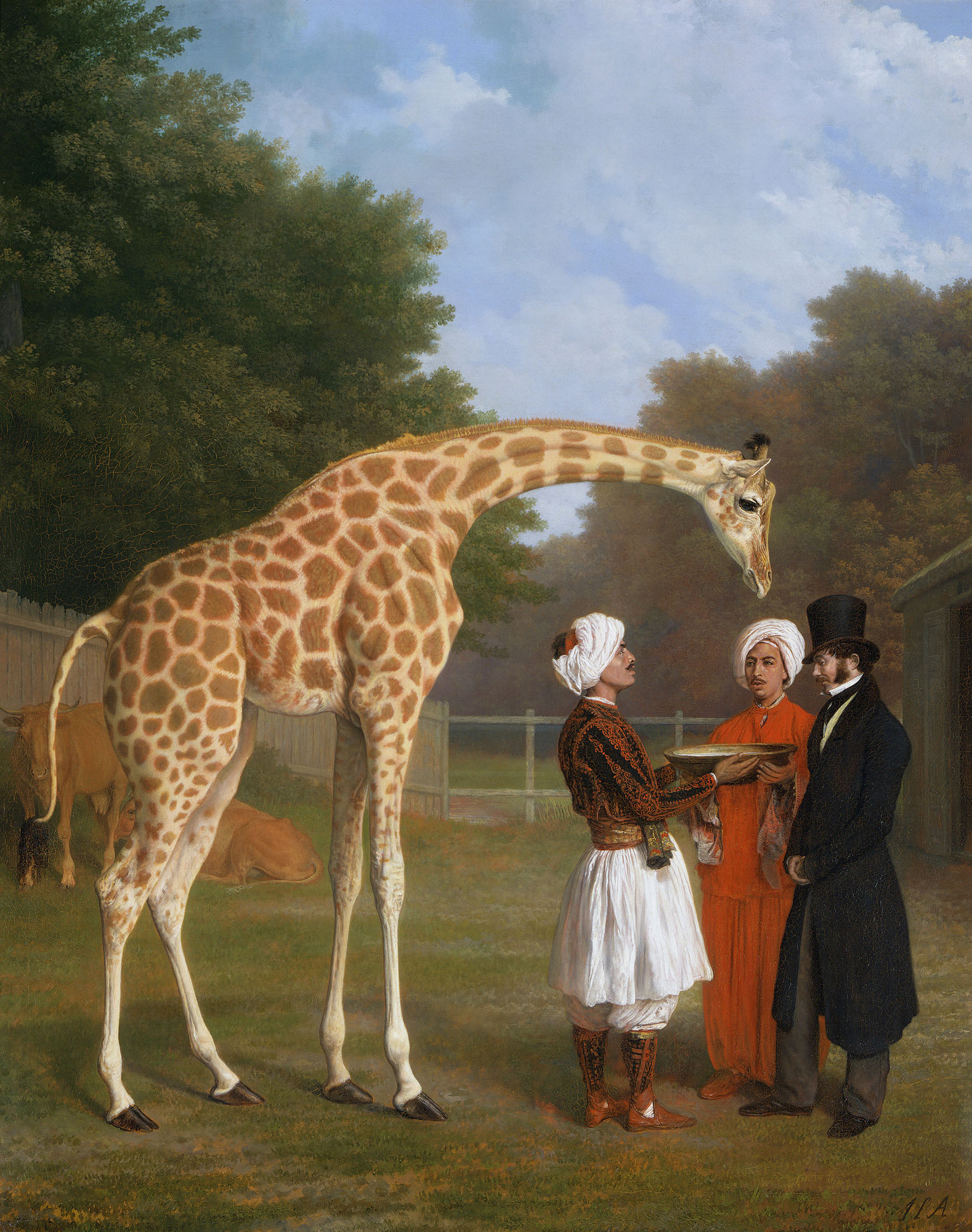
Die nubische Giraffe, ca. 1827

Agasse lernte den reichen Adligen George Pitt, zukünftiger Lord Rivers, kennen, mit dem er nach Grossbritannien reiste und die englische Malerei entdeckte. Pitt war Besitzer zahlreicher Pferde und Windhunde, die Agasse auf dessen Landgütern Stratfield Saye (Hampshire) und Hare Park (Newmarket) ausgiebig studieren konnte. In der Folge der Französischen Revolution hatte Agasse sein Vermögen verloren und war auf ein Einkommen aus eigener Arbeit abgewiesen. Zurück in Genf, arbeitete er mit seinen Jugendfreunden Firmin Massot und Wolfgang-Adam Töpffer. Sie malten gemeinsam reichbelebte Landschaften in Plein air, wobei jeder den Teil beitrug, den er am besten beherrschte; Tiere, Menschen, Landschaften (z. B. Der Pferdemarkt in Gaillard, um 1799). Zusammen mit Firmin Massot und Wolfgang-Adam Töpffer gehört Jacques-Laurent Agasse zu den wichtigsten Vertretern der Genfer Schule vom Ende des 18. und Anfang des 19. Jahrhunderts.
Gegen Ende des Jahres 1800 etablierte sich Agasse mit der Unterstützung von Lord Rivers als Tiermaler in London. Er wurde bald berühmt für seine Pferde- und Hunde-Darstellungen, malte aber auch wilde und exotische Tiere, die er in den Londoner Menagerien beobachtete. Von 1801 bis 1845 stellte er regelmässig in der Royal Academy aus. Eines seiner hervorragendsten Werke ist Das Gestüt von Lord Rivers in Stratfield Saye (um 1806). Diese Gemälde entstanden auf den beiden oben genannten Landsitzen, sowie auf Richmore Lodge (Shaftesbury) und Sudeley Castle (Gloucestershire); alle im Besitz von Lord Rivers. Ab 1810 wohnte er bei George Booth, dessen Kinder ihm als Modell für Genrebilder dienten. Agasse malte auch die Themse, wirkte als wissenschaftlicher Illustrator und widmete sich zwischen 1820 und 1830 der Porträtmalerei. Er verdiente sich seinen Lebensunterhalt, wurde aber nie reich und blieb zeitlebens Junggeselle. Seine finanzielle Hinterlassenschaft war so gering, dass die Kosten seines Begräbnisses durch die Versteigerung der bei ihm verbliebenen Gemälde gedeckt werden mussten.